# 神野公園 (佐賀市)
神野公園（こうのこうえん）は、佐賀県佐賀市神園4丁目1番3号に位置する都市公園（地区公園）である。

## 概要
1846年（弘化3年）に建てられた第10代佐賀藩主鍋島直正の別邸跡に設けられた公園で、大池の北には神野のお茶屋がある。 1923年（大正12年）に佐賀市が寄贈を受けた。
多布施川沿いの西にあり、園内には春に花見ができる桜並木、野生のトンボを観察できる「とんぼ池」、鳥類やウサギなどを飼育している小動物園、「神野のお茶屋」（池泉回遊式の日本庭園）、「隔林亭」（神野のお茶屋の茶室を復元）などの他、子供向けの遊園地がある。
園内には江藤新平の銅像が設置されている。

## 神野公園こども遊園地
1964年（昭和39年）には公園南側のエリアにこども遊園地を設置。公園内には、未就学児童や低学年までの比較的小さな子供向けの神野公園こども遊園地がある。ここでは、ミニジェットコースター（1991年-）など、約9種類の遊戯施設が稼働しているほか、入場は無料なため他に無料で遊べる遊具もあり、週末は多くの子供連れでにぎわう。機能的にコンパクトな遊園地で、昔ながらのレトロ風の昭和な雰囲気なところが逆に受けているところもある。
ミニチュアのSL機関車が子供を乗せて園内を周回している。SL機関車のコースを歩いて横切るための踏切が入場口付近に設置されているため、遮断機が降りている間は遊園地に出入りできない。
かつては観覧車も設置されていたが、2007年（平成19年）6月に老朽化のため撤去された。
2018年4月28日、ミニジェットコースターが坂を登り切れず、地上から約5mの地点で停止。14人が消防レスキュー隊に救出される事故が発生した。
佐賀市から委託を受けた株式会社ハウツ（佐賀県三養基郡基山町の公園遊具メーカー※元福岡県大野城市）が管理・運営を行っている。

## 佐賀市交通公園
神野公園の西隣に、1970年（昭和45年）開園の佐賀市交通公園がある。実際の道路を再現し、交差点や横断歩道、信号機などを設置しており、園内で14インチから24インチまでの自転車に乗ることができる。

## 交通
- 佐賀市営バス「神野公園」バス停下車

## ギャラリー

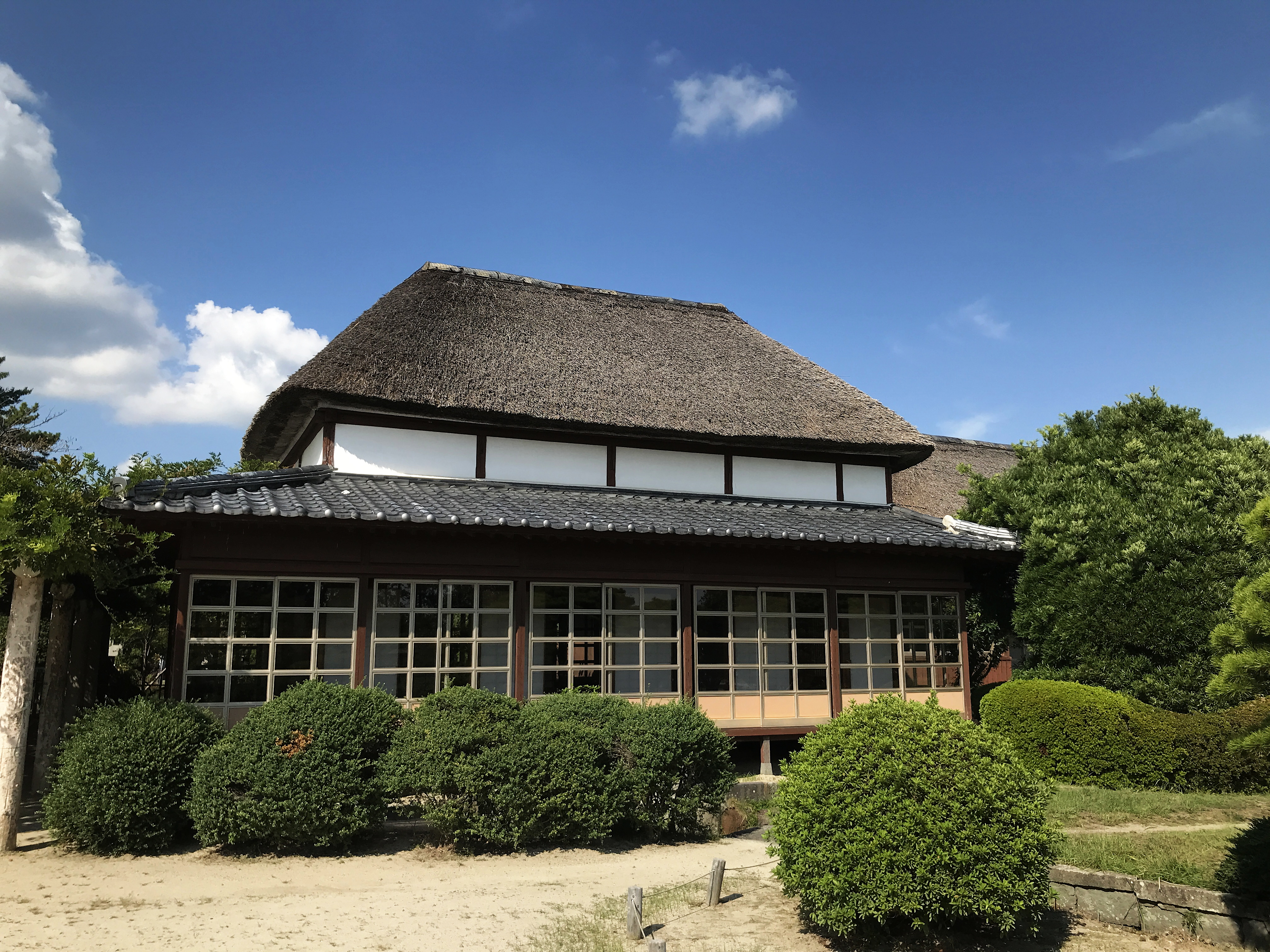
神野御茶屋の建物（旧別荘）
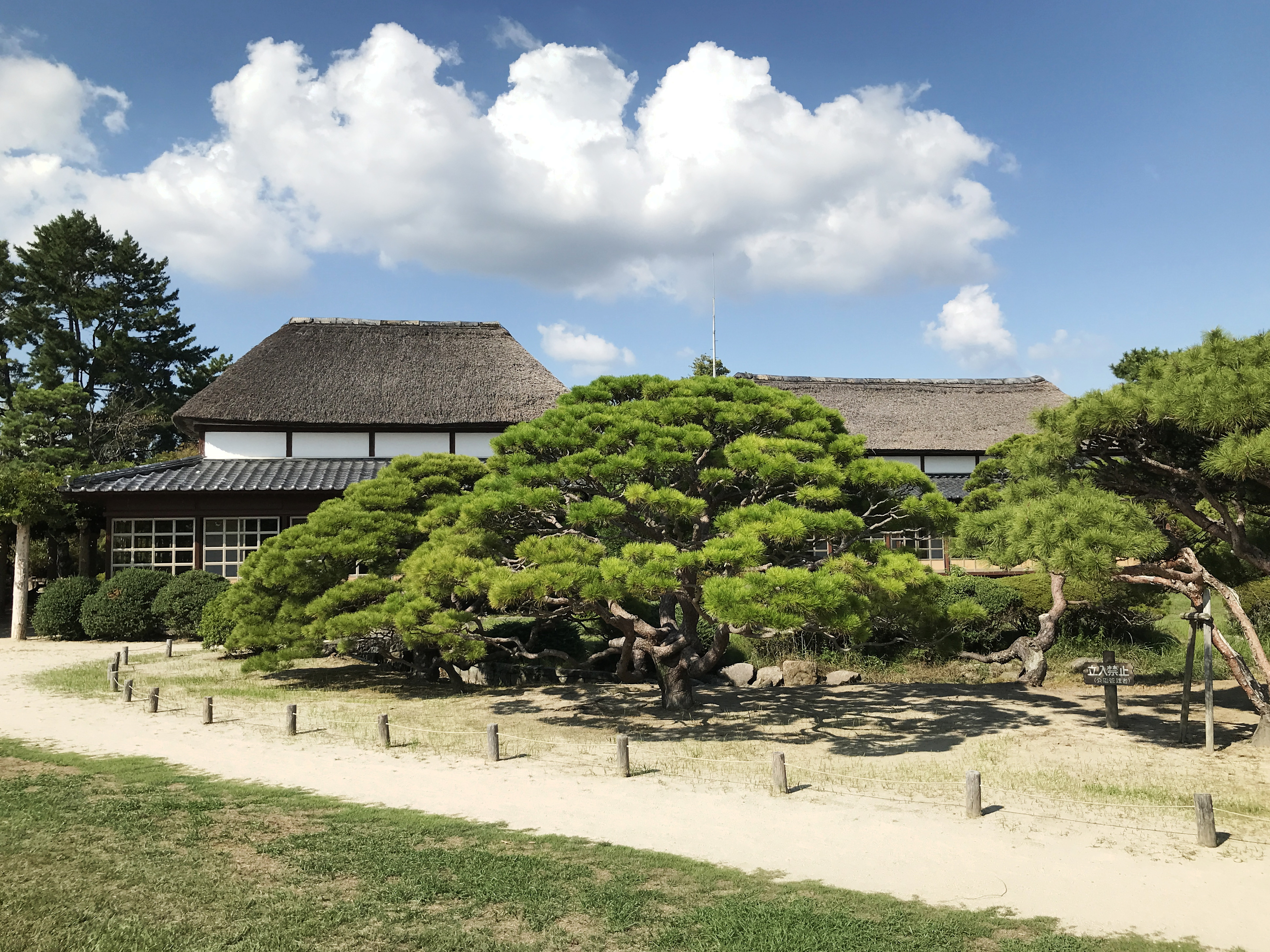
神野御茶屋の建物と植栽
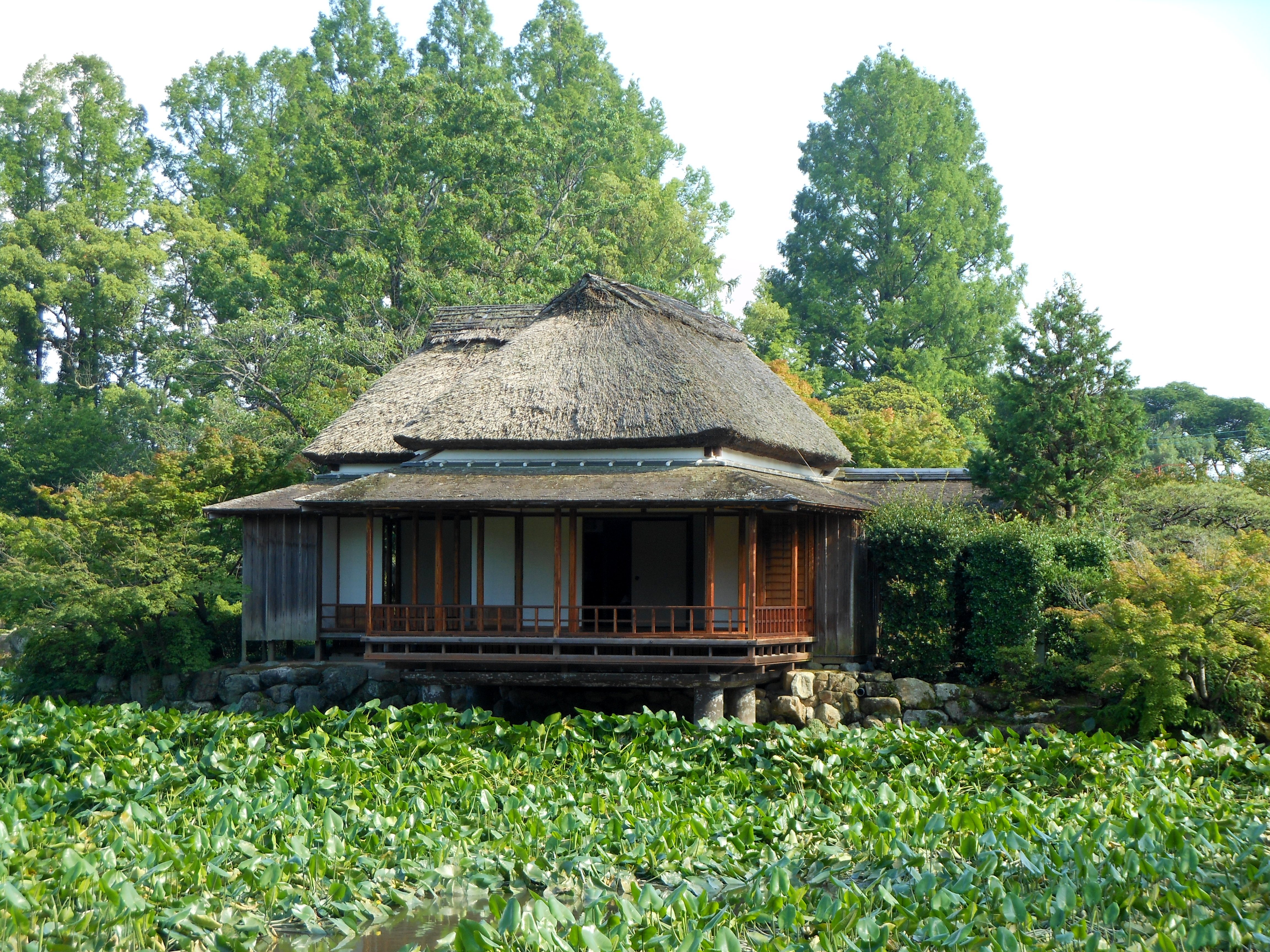
茶室の隔林亭
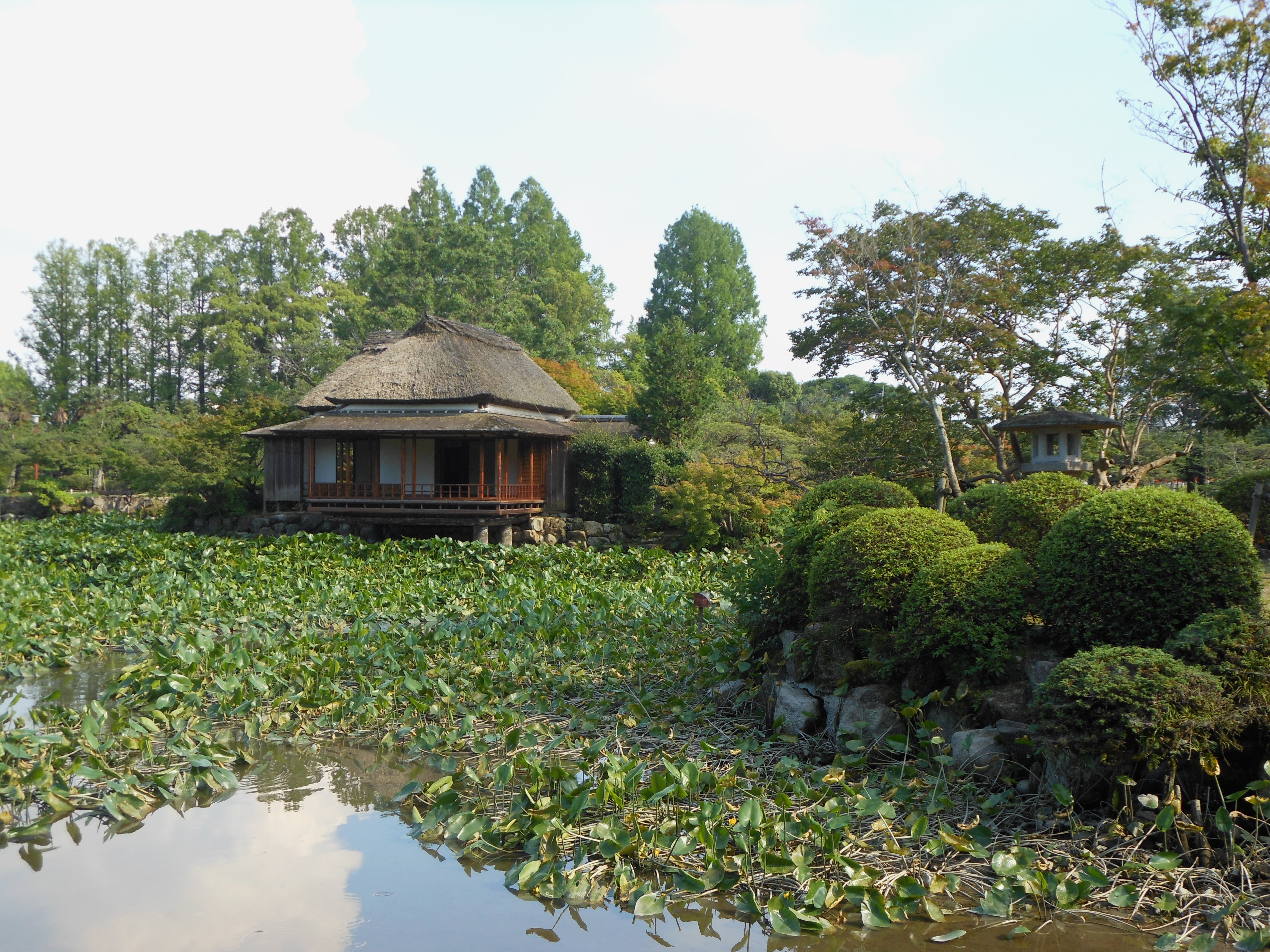
隔林亭と庭園・大池
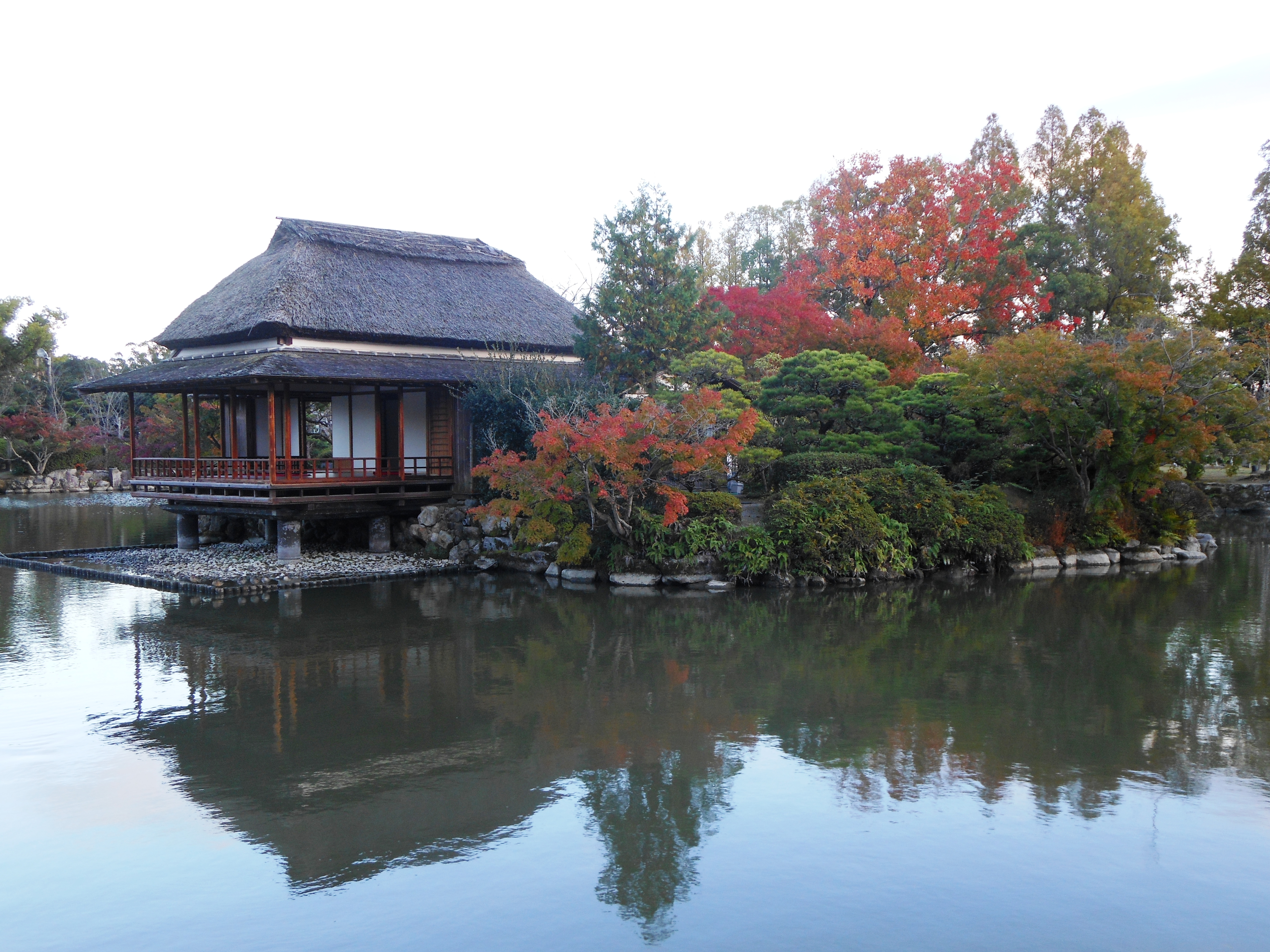
秋の隔林亭と大池
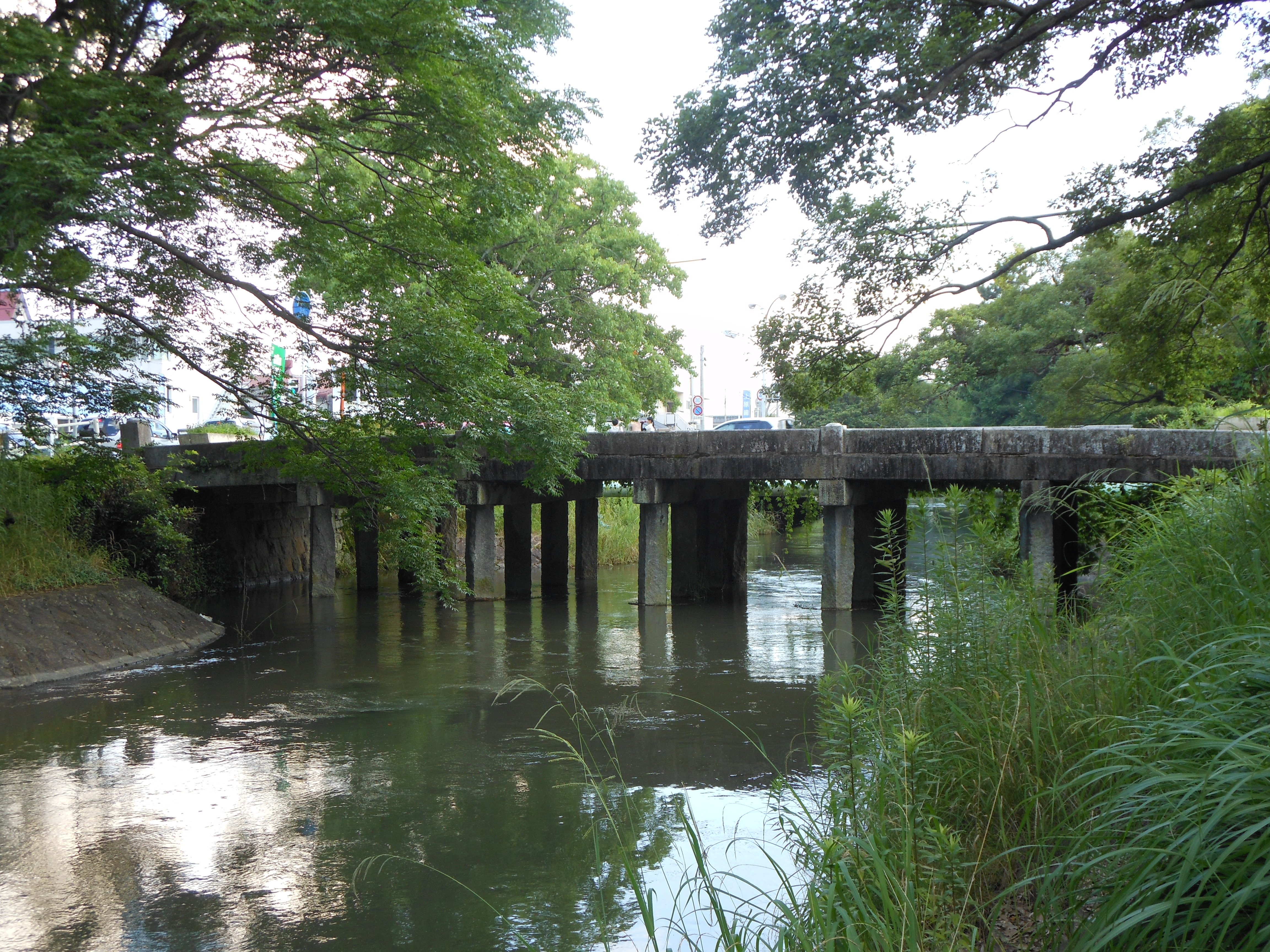
神野公園東入口の外にある栴檀橋。日本最大級の石桁橋で、土木学会選奨土木遺産に認定されている。
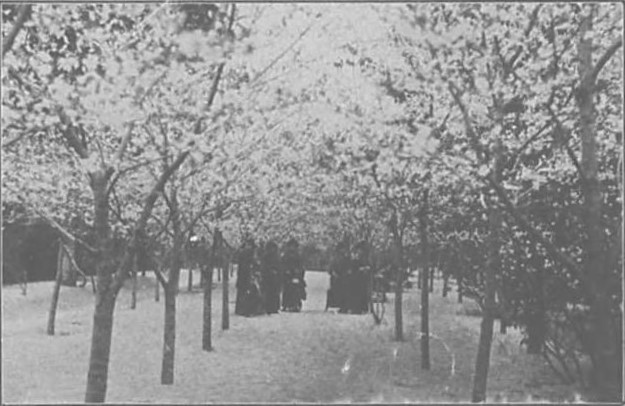
公園の前身である神野御茶屋（1912年以前に撮影）